# زیلانگ
زیلانگ (انگلیسی: Zealong) شرکت صنایع غذایی نیوزیلندی است، که در سال ۱۹۹۶ تأسیس شد.